# Clinton D. MacDougall

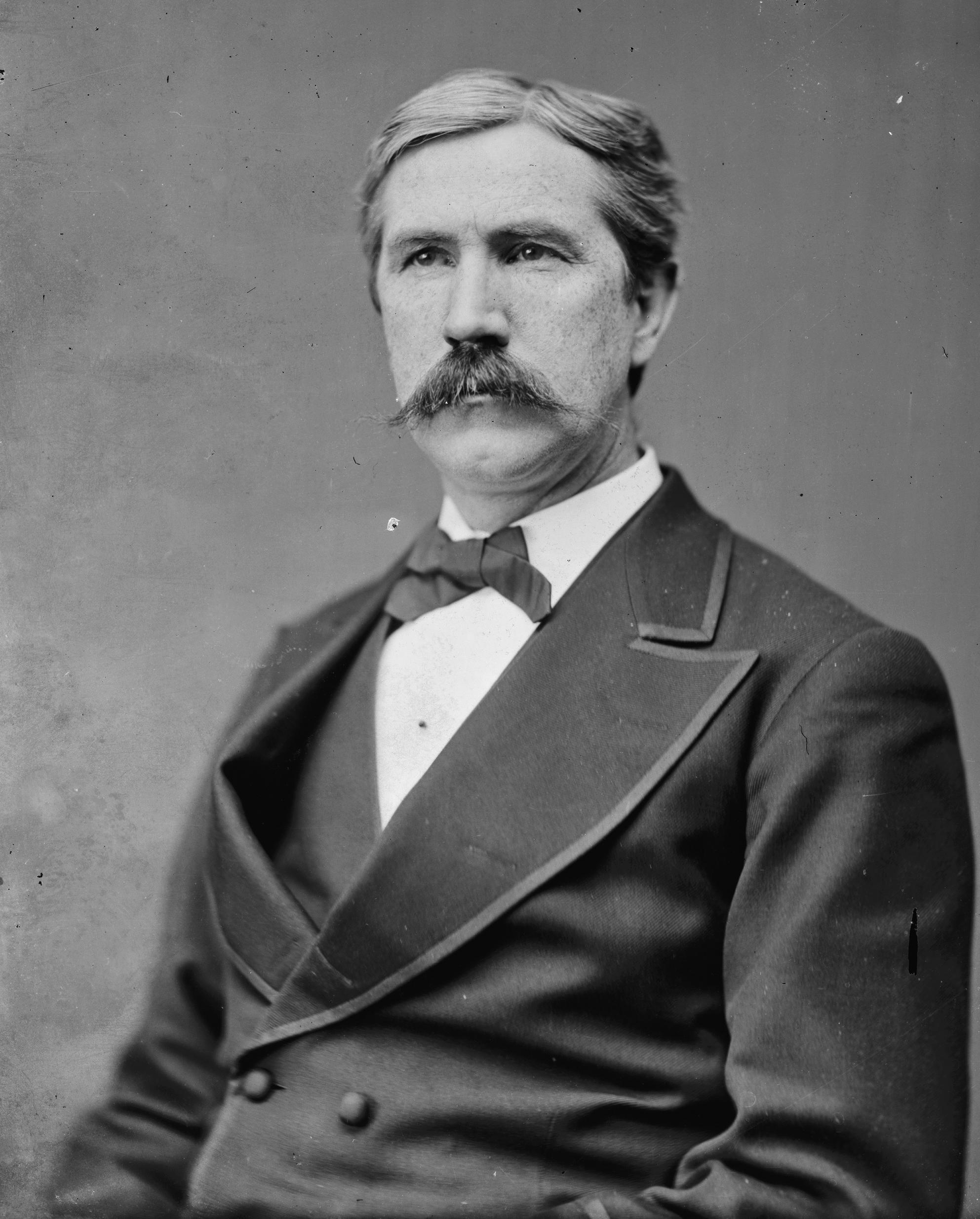
Clinton D. MacDougall

Clinton Dugald MacDougall (* 14. Juni 1839 bei Glasgow, Schottland; † 24. Mai 1914 in Paris, Frankreich) war ein US-amerikanischer Offizier und Politiker. Zwischen 1873 und 1877 vertrat er den Bundesstaat New York im US-Repräsentantenhaus.

## Leben
Die Familie wanderte 1842 nach Kanada aus, ließ sich aber später in Auburn (New York) nieder. MacDougall verfolgte eine akademische Laufbahn. Er studierte Jura. Zwischen 1856 und 1869 ging er Bankgeschäften nach. Während des Bürgerkrieges kämpfte er für die Nordstaaten. Am 16. September 1861 verpflichtete er sich im 75. Regiment der New York Volunteer Infantry. Zu Beginn bekleidete er den Dienstgrad eines Captain. Am 20. August 1862 wurde er zum Lieutenant Colonel im 111. Regiment der New York Volunteer Infantry befördert. Dann ernannte man ihn am 3. Januar 1863 zum Colonel. Am 25. Februar 1865 erhielt er eine Beförderung zum Brevet-Brigadegeneral der Volunteers. Er wurde am 4. Juni 1865 ehrenhaft ausgemustert. 1869 ernannte man ihn zum Postmeister in Auburn. Politisch gehörte er der Republikanischen Partei an.
Bei den Kongresswahlen des Jahres 1872 für den 43. Kongress wurde MacDougall im 25. Wahlbezirk von New York in das US-Repräsentantenhaus in Washington, D.C. gewählt, wo er am 4. März 1873 die Nachfolge von William H. Lamport antrat. 1874 kandidierte er im 26. Wahlbezirk von New York für den 44. Kongress. Nach einer erfolgreichen Wahl trat er am 4. März 1875 erneut die Nachfolge von William H. Lamport an. Er erlitt bei seiner erneuten Wiederwahlkandidatur 1876 eine Niederlage und schied dann nach dem 3. März 1877 aus dem Kongress aus.
Zwischen 1877 und 1885 sowie zwischen 1901 und 1910 diente er als US Marshal im nördlichen Gerichtsbezirk von New York. Er verstarb am 24. März 1914 in Paris und wurde auf dem Nationalfriedhof Arlington beigesetzt. Ungefähr vier Monate später brach der Erste Weltkrieg aus.